# Raus landskommun
Raus landskommun var en tidigare kommun i dåvarande Malmöhus län.

## Administrativ historik
Kommunen bildades i Raus socken i Luggude härad i Skåne när 1862 års kommunalförordningar trädde i kraft. 
I kommunen fanns municipalsamhällena Råå  från 1886, Köpinge från 14 september 1894 och Raus plantering från 22 juni 1904.
Landskommunen inkorporerades i Helsingborgs stad 1918, då också municipalsamhällena upplöstes.
Staden ombildades 1971 till Helsingborgs kommun.

## Historik

### Tiden före inkorporering och municipalsamhällena
Befolkningsökningen i Råå fortsatte under 1800-talet, men blev riktigt markant efter århundradets mitt. Vid sekelskiftet 1900 hade fiskeläget 2 000 invånare. En riktig hamn byggdes på 1850-talet och i anknytning till denna etablerades senare ett varv. Med tiden kom bebyggelsen i fiskeläget att bli allt tätare och de styrande hade inga möjligheter att reglera denna eftersom detta styrdes av stadsstadgorna (ordnings-, byggnads-, brand-, och hälsovårdsstadgorna), vilka endast tillämpades till städer och till viss del köpingar. Dock kunde stadsstadgorna göras gällande för tätare bebyggelse inom landskommunerna om denna bebyggelse gavs status av municipalsamhälle. Redan 1877 beslutade Kungl. Maj:t att hälsovårdsstadgan skulle tillämpas inom Råå. År 1886 beslutades sedan att resterande stadsstadgor skulle gälla från årsskiftet 1887. Bebyggelsen kring Ramlösa hälsobrunn växte också allt tätare, särskilt efter att Helsingborg-Hässleholms järnväg dragits förbi brunnsområdet med en egen station benämnd Ramlösa Brunns station. Här beslutade länsstyrelsen år 1894 att hälsovårdsstadgan skulle gälla, men eftersom området inte var så stort (cirka 300 invånare 1906) blev detta den enda stadgan att tillämpas för samhället. Eftersom detta område var bebyggt på marker som styckats av från Köpinge by kom det att benämnas Köpinge municipalsamhälle.
Under senare hälften av 1800-talet ökade Helsingborgs bebyggelse kraftigt, vilket också kom att påverka Raus landskommun. När stadsdelen Söder, belägen strax invid gränsen till Raus landskommun, började bli fullt utbyggd, ökade intresset för markerna på Raus plantering söder om gränsen. Här byggdes ett flertal bostäder för arbetare och hantverkare. Till skillnad från Helsingborgs stad fanns det inte någon byggnadsstadga här, något som utnyttjades av mer skrupelfria byggherrar. För att binda samman Helsingborg med bebyggelsen i Raus plantering byggdes Helsingborg-Råå-Ramlösa Järnväg 1891. Efter järnvägsutbyggnaden kom också ett flertal industrier att etableras, bland annat Allers Familje-Journal, Helsingborgs Sodafabriks AB, Helsingborgs Jaquard Wäfverie AB och Skånska Oljerenings AB. För att kunna få till en reglering av området begärde flera fastighetsägare i Raus plantering i början av 1898 att deras område, som nu praktiskt taget vuxit samman med Helsingborgs stad, skulle inkorporeras i staden. Stadsfullmäktige i Helsingborg ställde sig dock tveksam till begäran då en inkorporering av området, som dominerades av industrier och arbetarbostäder, ansågs ge ökade utgifter åt staden. Fullmäktige avslog därför Raus planterings begäran. År 1904 beslutades istället att Raus plantering skulle utgöra ett eget municipalsamhälle med alla stadsstadgor tillämpade.

### Inkorporering i Helsingborg stad
Efter ett tag stod det dock klart för de styrande i Helsingborg att staden inte kunde växa utan att man införskaffade ny mark. Bland annat behövde man plats för en ny bangård och de gamla hästhagarna vid Ramlösa station längs Helsingborg–Hässleholms järnväg öster om Raus plantering passade väl för detta syfte. Under 1913 utredde dessutom Råå municipalsamhälle möjligheten att söka stadsrättigheter och det sågs som ovälkommen konkurrens så nära Helsingborg. År 1914 utsågs en inkorporeringskommitté i Helsingborgs stad som rekommenderade en inkorporering av hela Raus landskommun i Helsingborg. Dock var det flera som ansåg att endast Raus plantering skulle införlivas, men omröstningarna i både drätselkammaren och stadsfullmäktige resulterade i att förslaget som omfattade hela Raus landskommun segrade. 
Frågan om inkorporering behandlades av Raus landskommun under sommaren och hösten 1916. Först skulle de tre municipalsamhällena rösta om frågan i sina respektive municipalstämmor och sedan skulle frågan behandlas av kommunfullmäktige, som hade sista ordet i frågan. I Raus plantering ställde man sig återigen positiv till en inkorporering och stämman röstade här enhälligt för i frågan. I de två övriga samhällena var omröstningarna mer jämna. I Råå municipalstämma röstade 451 för inkorporering, medan 300 röstade mot och stämman i Köpinge ställde sig negativ till förslaget med 94 röster mot och 74 för. När Raus kommunalnämnd behandlade frågan blev resultatet, efter votering med 8 mot och 3 för, att denna "på det livligaste" rekommenderade kommunalfullmäktige att rösta ner förslaget om inkorporering. Omröstningen i kommunalfullmäktige resulterade trots detta i att förslaget röstades igenom med siffrorna 21 mot 8. Inkorporeringen genomfördes den 1 januari 1918. Efter inkorporeringen utgör de tre tidigare municipalsamhällena stadsdelar i Helsingborg. 

## Organisation
Administrationen inom kommunen delades in kommunalstämman, som var det högsta beslutande organet och kommunalnämnden, med beredande och verkställande funktion. Kommunalstämman bestod av samtliga röstberättigade inom kommunen och hölls vid minst tre obligatoriska tillfällen: en gång i mars för att godkänna föregående års räkenskaper samt val till landstinget, en gång i oktober för att besluta om inkomster och utgifter för det kommande året, och en gång i december för att granska röstlängden samt rösta om olika förtroendeuppdrag inom kommunen. Dessutom kunde extra stämmor hållas i enskilda frågor. Stämmans ansvarsområden omfattade främst beslut om ekonomiska frågor såsom fattigvård, vägunderhåll och barnmorskelön. Skolfrågorna sågs traditionellt som kyrkans område och kyrkostämman kom därför att välja ledamöterna i skolrådet fram till 1930, då riksdagen beslutade att lägga över ansvaret för skolan på de borgerliga kommunerna. På stämman hölls även omröstningar för att utse ledande tjänstemän i kommunen, exempelvis ledamöter, ordförande och vice ordförande till kommunens högsta verkställande organ, kommunalnämnden, liksom sin egen ordförande och dess vice. Raus hade olika ordförande och vice ordförande i kommunalstämman och kommunalnämnden (det var vid denna tid vanligt att man i landskommuner hade samma ordförande och vice både i nämnden och på stämman). Dessa valdes om med täta mellanrum. Till en början hölls stämmorna i sakristian i Raus kyrka, men senare flyttade man till större lokaler, bland annat i någon av flera frikyrkolokaler som fanns i Råå. Från och med 1911 hölls stämmor och val i godtemplarelogen Ankarets lokaler i Råå.
Kommunalnämnden verkställde besluten från kommunalstämman och fungerade även som fattigvårdsstyrelse, samt efter 1913 dessutom som nykterhetsnämnd. Från och med 1907 hade en taxeringsnämnd inrättats och från och med 1910 infördes en valnämnd med uppdrag att förrätta valen till riksdagens andra kammare. Efter lagen om allmän pensionsförsäkrings införande 1913 tillkom sedan en pensionsnämnd. När municipalsamhällena bildades fick de egna beslutande organ för att ta hand om de frågor som styrdes av stadsstadgorna: ordning, stadsbyggnad, hälsovård och brandförsvar. Dessa utgjordes liksom i kommunen av en municipalstämma med beslutande funktion och en municipalnämnd med verkställande funktion. Alla tre municipalsamhällen hade även en hälsovårdsnämnd, medan Råå och Raus plantering även hade en byggnadsnämnd. Köpinge hade ingen sådan nämnd, då endast hälsovårdsstadgan var tillämpad där.
Ett kommunalfullmäktige bildades i Raus 1914 då folkmängden hade vuxit sig alldeles för stor för att alla röstberättigade skulle få plats på stämman. Fullmäktige bestod av 30 ledamöter, där ordföranden hade den utslagsgivande rösten vid jämna omröstningar, som utsågs genom val där halva fullmäktige ersattes vartannat år. Flera frågor kom att behandlas av fullmäktige istället för stämman. Dock var stämman fortfarande aktiv och behöll vissa ekonomiska beslut samt valde fortfarande ledamöterna till kommunalnämnden.

## Politik
Med röstberättigade menades fram till den allmänna rösträttens genomförande 1919 alla som betalade skatt i kommunen. Detta betydde att både män, kvinnor, barn och företag kunde ha rösträtt. En person som ägde fastigheter i flera kommuner hade också rösträtt i alla dessa. Man hade olika antal röster beroende på hur mycket man betalade i skatt. Raus hade en någorlunda jämn ekonomisk struktur och inga enstaka röstberättigade hade så stor förmögenhet att de ensamma kunde inneha över hälften av alla röster på stämman. År 1871 krävdes det 52 röstberättigade för att uppnå över 50 % av rösterna på stämman, även om dessa personer endast utgjorde 10,1 % av det totala antalet röstberättigade. Bland de med flest röster märks mestadels skeppare från Råå.
I takt med att industrierna i Raus plantering byggdes ut kom arbetarbefolkningen här att växa sig allt större och därmed kom även Socialdemokraterna att öka i storlek i kommunen, särskilt efter valreformen 1910 då antalet röster en enskild person kunde inneha reducerades. Raus kom att bli en av de partipolitiskt mest delade kommunerna i trakten. De borgerliga i kommunen, Högern och Liberalerna, ställde i omröstningarna upp med gemensam lista, medan Socialdemokraterna hade en egen. Trots den växande arbetarrörelsen behöll de borgerliga makten i kommunalnämnden fram till inkorporeringen. Efter inrättandet av kommunalfullmäktige kom detta att delas jämnt mellan de två sidorna i samtliga val. Voteringarna om ordföranden slutade därför lika och denne fick utses genom lottning inför varje nytt år. Denna post blev viktig då ordföranden hade den utslagsgivande rösten vid jämna voteringar. I lottningen vann den socialdemokratiske kandidaten år 1914, medan den liberale motkandidaten vann de två efterföljande åren. Det sista året innan inkorporeringen vann den borgerliga kandidaten däremot voteringen med en röst och ingen lottning behövde därför utföras.

### Mandatfördelning i kommunalfullmäktige 1913–1915
| 15 | 8 | 7 |

| 15 | 8 | 7 |